# Родионовский, Юрий Владимирович
Юрий Владимирович Родионовский (род. 18 января 1960) — российский государственный деятель, глава Нарьян-Мара (2001—2005, 2008—2012). Член партии «Единая Россия».

## Биография
Юрий Родионовский родился 18 января 1960 года в посёлке Новый Березовец (Чернышевское сельское поселение) Кадыйского района Костромской области. В 1980 году закончил Горьковское речное училище имени И. П. Кулибина специальность — судоводитель. В 1998 году окончил Архангельский институт управления, специальность — экономист. В 2001 году окончил Северо-Западную академию государственной службы в Санкт-Петербурге, специальность — юрист. В 2002 году в Институте социально-политических исследований Российской академии наук в Москве защитил диссертацию на тему «Особенности формирования населения на Европейском Севере (на примере Ненецкого автономного округа)», получив степень кандидата экономических наук.
Трудовую деятельность начал с 1980 года. В январе 1997 году назначен на должность Первого заместителя главы администрации Ненецкого автономного округа Владимира Бутова. В январе 2001 года избран главой администрации муниципального образования «Город Нарьян-Мар». В 2005 году был заместителем председателя экспертного Совета Международной ассамблеи столиц и крупных городов. В мае 2008 году избран Главой Администрации муниципального образования «Город Нарьян-Мар». Занимал эту должность до марта 2012 года.
За многочисленные обещания Юрий Родионовский получил в Нарьян-Маре прозвище «Сказочник»